# Campionat d'Espanya de motocròs 2000
La temporada de 2000 del Campionat d'Espanya de motocròs fou la 42a edició d'aquest campionat, organitzat per la Reial Federació Motociclista Espanyola.

## Classificació final

### 125cc
| Posició | Pilot             | Motocicleta | Punts |
| ------- | ----------------- | ----------- | ----- |
| 1       | Moisés Bernárdez  | Honda       | ?     |
| 2       | Francisco Remacho | ?           | ?     |
| 3       | Antonio Paricio   | ?           | ?     |
| 4       | ?                 | ?           | ?     |
| 5       | ?                 | ?           | ?     |
| 6       | ?                 | ?           | ?     |
| 7       | ?                 | ?           | ?     |
| 8       | ?                 | ?           | ?     |
| 9       | ?                 | ?           | ?     |
| 10      | ?                 | ?           | ?     |

### 250cc
| Posició | Pilot              | Motocicleta | Punts |
| ------- | ------------------ | ----------- | ----- |
| 1       | Javier García Vico | Yamaha      | ?     |
| 2       | Óscar Lanza        | ?           | ?     |
| 3       | Aarón Bernárdez    | ?           | ?     |
| 4       | ?                  | ?           | ?     |
| 5       | ?                  | ?           | ?     |
| 6       | Jordi Viladoms     | ?           | ?     |
| 7       | ?                  | ?           | ?     |
| 8       | ?                  | ?           | ?     |
| 9       | ?                  | ?           | ?     |
| 10      | ?                  | ?           | ?     |

## Categories inferiors
Font:
| Campionat           | Guanyador        | Motocicleta |
| ------------------- | ---------------- | ----------- |
| Júnior 250cc        | Carlos Bravo     | Yamaha      |
| Trofeu Júnior 125cc | Xavier Hernández | Honda       |
| Cadet-Juvenil 85cc  | Juan Pérez       | Honda       |
| Trofeu Alevins 65cc | Rubén Retuerta   | Kawasaki    |